# Wir kriegen euch alle
Wir kriegen euch alle är det andra albumet av den tyska punkgruppen Feeling B. Det släpptes 1991.

## Låtförteckning
1. Ich such' die DDR
2. Every Night
3. Dumdum Geschoß
4. You Can't Beat the Feeling B
5. Slamersong
6. Izrael
7. Schlendrian
8. Soviel was ich sah
9. Hopla He
10. Schampuuu-Schaum
11. Finale
12. Unter dem Pflaster
13. Du findest keine Ruh'
14. Revolution 89